# Antisec movement

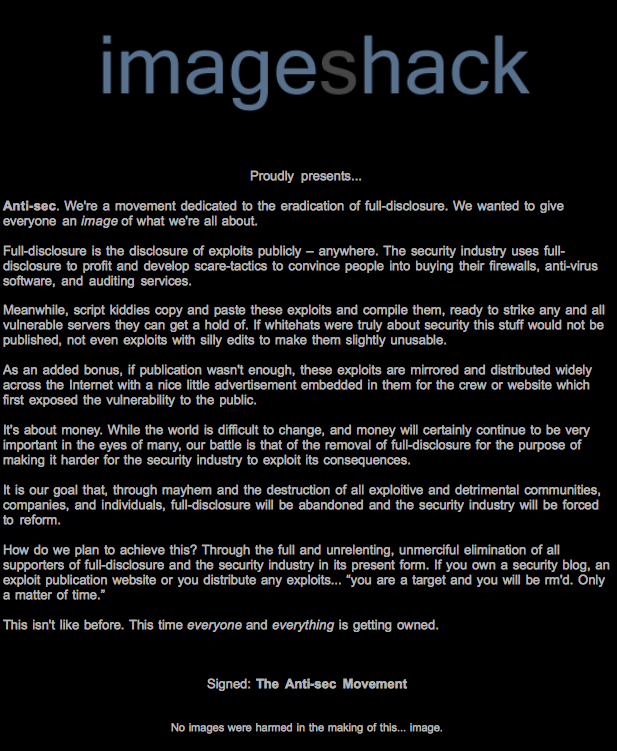

Antisec movement (mieux connu sous le nom anti-sec) est un courant de pensée hacker prônant la non-publication des informations permettant la compromission de systèmes informatiques (au contraire du Full-Disclosure), et cela pour deux raisons : d'une part, les failles publiées sont rapidement corrigées et ne sont donc plus "utiles", et d'autre part car l'industrie de sécurité des systèmes d'information informatique se sert (au moins en partie) des informations publiquement disponibles pour générer du profit.

## Histoire
Le mouvement anti-sec se fait connaitre au début des années 2000, avec le groupe Phrack High Council (pHC) qui lance le pr0jekt m4yh3m. D'autres groupes tels que b4b0, Brotherhood of Warez ou encore h0n0 se créèrent, puis plus tard des groupes tels que ~el8, dikline et geist participèrent au mouvement. Le mouvement anti-sec constitue une rupture radicale dans la culture des hackers de l'époque, et a représenté une tendance émergente de ressentiments à l'encontre de l'industrie de la sécurité.
À partir de 2004, la plupart des analystes de sécurité admettent que les groupes originaux, qui formaient le mouvement anti-sec, avaient disparu. Cependant, des groupes tels que zf0 continuaient dans cette lignée. Le mouvement anti-sec a été complètement ignoré pendant toute cette période.
Vers la fin de l'année 2008, et au début de l'année 2009, le mouvement a subi une recrudescence d'activité; commençant par la fuite du code source hautement confidentiel et protégé du scanneur de vulnérabilités Retina, de eEye Digital Security. Plus tard, le piratage de figures dans l'industrie de la sécurité, ainsi que du notable Astalavista, donna l'apparence du renouement avec les intérêts et objectifs du groupe.

## Actions
Le 10 juillet 2009, le site populaire ImageShack fut piraté par le mouvement anti-sec,, promouvant la suppression du Full-Disclosure; ainsi que l'élimination de l'industrie de sécurité informatique.
Des incidents précédents, attribués à anti-sec, au début de l'année 2009, incluent la fuite de différents codes sources, tels que Canvas de Immunity Security, et des produits SILICA; au sein de différents réseaux IRC.
Début juillet 2009, le mouvement anti-sec a également été à l'origine d'une rumeur ayant affolé la communauté mondiale de la sécurité informatique, en mettant en ligne des enregistrements laissant croire à l'existence d'une faille critique dans le très célèbre OpenSSH. Le piratage d'ImageShack tend à renforcer un peu plus le fondement de cette rumeur.
En mai et juin 2011, Le groupe LulzSec, agissant d'abord en grey hat puis se réclamant du mouvement AntiSec, engage des actions contre de nombreux sites notables en un temps très court, dont Sony, le site du Sénat des États-Unis ou celui de la CIA.
Au début du mois de septembre 2012, des activistes du groupe s'en prennent à une faille informatique d'un ordinateur du FBI, permettant ainsi de mettre la main sur un fichier contenant plus de 12 millions de numéros de série. Chaque iPhone produit contient un identifiant unique UDID (Unique Device Identifier) comprenant un numéro de série de 40 caractères associant des lettres et des chiffres. Apple les communiquait aux développeurs d'applications afin de lutter contre la copie illégale des logiciels ou bien pour envoyer de la publicité ciblée à leurs utilisateurs. Depuis Apple a revu sa politique et masque ce numéro de série. L'objectif de ces membres est d'attirer l'attention sur la possession de ces données personnelles par les autorités américaines. Ils estiment que ces données pourraient être utilisées pour un projet de traçage des utilisateurs.